# Dzień dobry piosenko
Dzień dobry piosenko – trzeci album studyjny Ireny Santor wydany w 1964 roku przez wytwórnię Pronit w formie 10-calowej płyty gramofonowej. W 2018 płyta miała swoją premierę w serwisach streamingowych.

## Lista utworów
Strona a:
1. Spotkanie z Warszawą (Arno Babadżanian - Edward Fiszer)
2. Piosenka dla mojej matki (Marek Sewen - Krystyna Wolińska)
3. Jeszcze nie wiem (Piotr Leśnica - Roman Sadowski)
4. To szkoda (Mimis Plessas - Krystyna Wolińska)

Strona b:
1. Cóż wart bez ciebie dzień (Jerzy Gert - Tadeusz Śliwiak)
2. Zza siedmiu ulic (Jerzy Wasowski - Ludwik Górski)
3. Nieprawda (Roman Orłow - Krystyna Wolińska)
4. Miłość przeszła obok nas (Jan Czekalla - Zenon Wawrzyniak, Zbigniew Zapert)

## Charakterystyka albumu
Płyta Dzień dobry piosenko została wydana w 1964 roku na zlecenie Polskich Nagrań przez wydawnictwo Pronit. Złożyło się na nią osiem piosenek polskich i zagranicznych kompozytorów w wykonaniu Ireny Santor. Na całym albumie artystce towarzyszy Orkiestra Polskiego Radia pod dyrekcją Stefana Rachonia. Wydania płyty nie poprzedzono żadnymi singlami. W 1998 wszystkie piosenki z płyty ukazały się w zremasterowanych wersjach na drugiej z dwunastu wspomnieniowych płyt artystki zawierającej jej archiwalne nagrania studyjne dokonane dla Polskich Nagrań w Warszawie. W 2018 wszystkie utwory nagrane na albumie ukazały się w serwisach streamingowych przegrane z oryginalnych taśm archiwalnych. Album stanowi kontynuacje płyty W krainie piosenki.

## Muzycy
- Irena Santor – śpiew
- Orkiestra Polskiego Radia p/d Stefana Rachonia – akompaniament